# Головин (аэропорт)
Аэропорт Головин (англ. Golovin Airport), (ИАТА: GLV, ИКАО: PAGL, FAA LID: N93) — государственный гражданский аэропорт, расположенный в населённом пункте Головин (Аляска), США.

## Операционная деятельность
Аэропорт Головин занимает площадь в 91 гектар, расположен на высоте 18 метров над уровнем моря и эксплуатирует одну взлётно-посадочную полосу:
- 2/20 размерами 1219 х 23 метров с гравийным покрытием.